# Оператор д'Аламбера
Опера́тор Д'Аламбе́ра або даламберіа́н — диференціальний оператор другого порядку
{\displaystyle \square \equiv \Delta -{\frac {1}{c^{2}}}{\frac {\partial ^{2}}{\partial t^{2}}}}
де {\displaystyle \Delta } оператор Лапласа {\displaystyle c} — константа. Названий за іменем Жана Даламбера. Даламбертіан також називають хвильовим оператором, так як з його допомогою зручно записувати хвильове рівняння. Неважко бачити, що оператор Даламбера є узагальненням оператора Лапласа на випадок простору Мінковського. Даламберіан узагальнений на випадок криволінійних координат має вигляд
{\displaystyle \square \equiv {\frac {1}{\sqrt {-g}}}{\frac {\partial }{\partial x^{\nu }}}\left({\sqrt {-g}}\,g^{\mu \nu }{\frac {\partial }{\partial x^{\mu }}}\right),}
де {\displaystyle g^{\mu \nu }} — метричний тензор, а {\displaystyle g} — визначник відповідної йому матриці.